# Fogedforbud
Et fogedforbud er en midlertidig retsafgørelse, der indebærer at den fysiske eller juridiske person (rekvisitus), som forbuddet omhandler, er forpligtet til at undlade at foretage bestemte handlinger, der krænker forbudsrekvirentens ret. Indtil 1. juli 2013, hvor nye regler trådte i kraft, behandledes og nedlages fogedforbud af fogedretten. Med de nye regler blev denne kompetence overdraget til civilretten og betegnelsen "fogedforbud" udgik af retsplejeloven til fordel for "Midlertidige afgørelser om forbud og påbud". Samtidig blev der åbnet at der kunne nedlægges påbud om at foretage eller tåle en bestemt handling.
Fogedforbud anvendes ofte i sager om immaterialrettigheder – eksempelvis til forbud mod uberettiget anvendelse af et varemærke. Der er dog også eksempler på fogedforbud rettet mod medier, f.eks. et fogedforbud mod visning af et bestemt tv-program på grund af privatlivskrænkelser eller injurier.
Overtrædelse af et fogedforbud kan straffes med bøde eller fængsel, ligesom overtræderen kan pålægges at betale erstatning. Fogedretten kan også foretage eksempelvis beslaglæggelse af varer eller redskaber for at sikre, at forbuddet overholdes.
Fogedforbud anvendes i særligt uopsættelige tilfælde, hvor man ikke kan vente på udfaldet af en normal retssag. Et fogedforbud skal følges op af en retssag (i civilretten), der afklarer hvorvidt forbuddet var berettiget. Denne retssag som kaldes en justifikationssag skal finde sted senest to uger efter udstedelsen af fogedforbuddet. Hvis forbuddet underkendes skal rekvirenten betale erstatning for det tab rekvisitus måtte have lidt som følge af forbuddet.